# Robert Savary (aviateur)
Pour les articles homonymes, voir Savary.
Robert Paul Henri Savary, né le 13 juin 1882 à Neuilly-sur-Seine (Hauts-de-Seine) et mort le 19 juin 1935  à Champsecret (Orne), est un ingénieur aéronautique et pilote pionnier de l'aviation.

## Biographie
Robert Savary naît le 13 juin 1882 du mariage de Charles Joseph Savary, député de la Manche, et Marie Sophie Marguerite Mahoû.
Le 8 septembre 1905 à Paris 6e il épouse en premières noces Marie Madeleine Édith Ridel, dont il divorce le 26 février 1923. Le 1er juin 1933 à Paris 16e il épouse en secondes noces Mathilde Berger.
Il meurt le 19 juin 1935 au Logis de Gros Douet du Hamel, à Champsecret (Orne).
En juin 1908 il est diplômé ingénieur en mécanique de l’Ecole Centrale des Arts et Manufactures. Il se destine à la construction d’avions et se met aussitôt à l’étude d’un aéroplane qu’il fait construire au Mans en 1909. En mai 1910 il s’installe à Chartres en bordure du terrain de manœuvres,.
Les 11 et 12 juin 1910, sur le terrain de Chartres, il passe les trois épreuves du brevet de pilote-aviateur qu’il se verra attribuer le 21 juin 1910 par l’Aéro-Club de France sous le no 112,.
En juin et juillet 1910 il concourt à la grande semaine d’aviation de Reims avec deux de ses avions, sans grand succès. Il en ira de même au meeting de la Baie de Seine du 25 août au 4 septembre 1910.

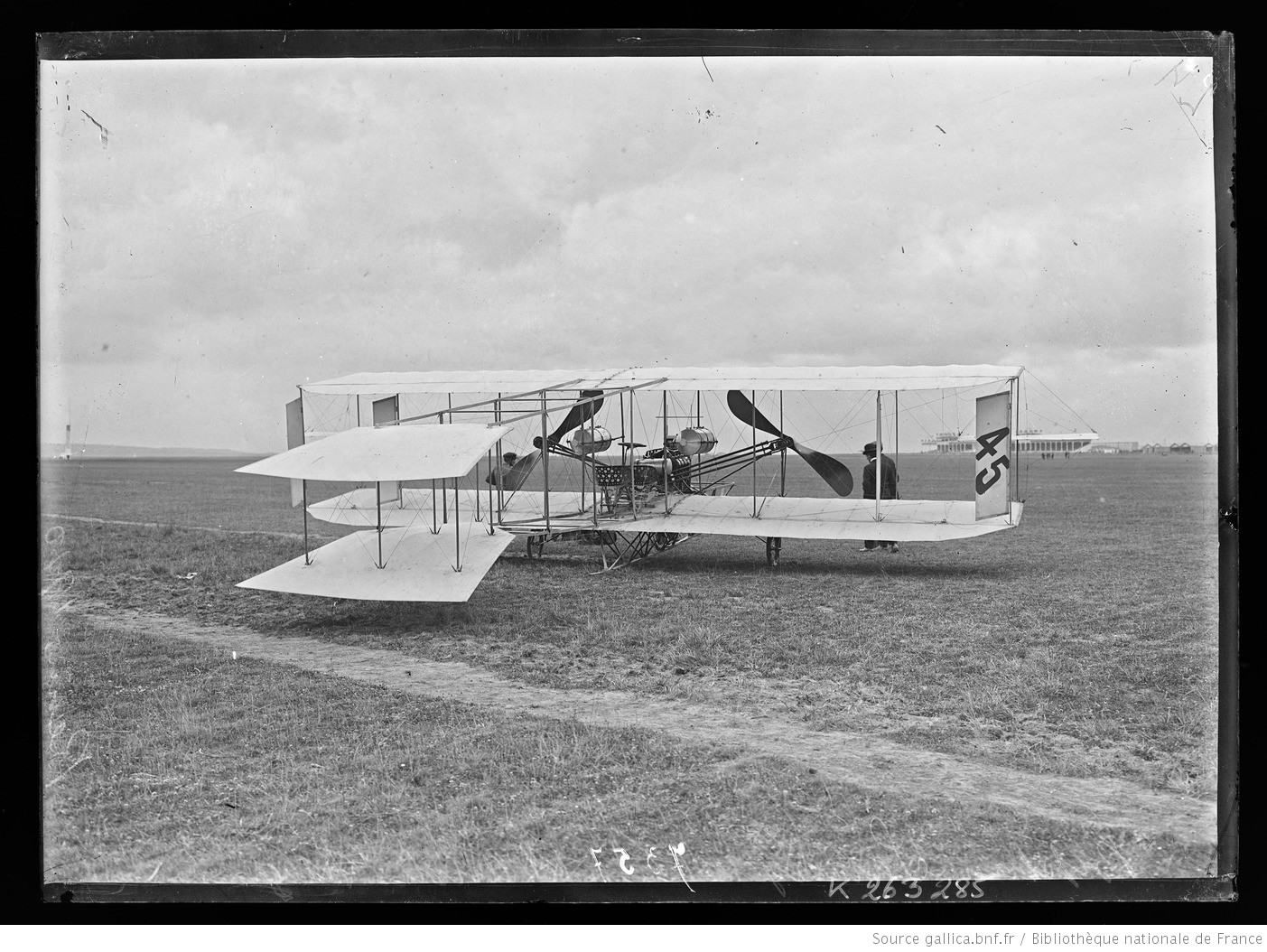
Biplan Savary d'André Frey participant au meeting aérien de Reims, 3-10 juillet 1910. On remarque l'absence de dérive et la présence de deux paires de volets de virage entre les plans, l'un d'eux portant le numéro d'engagement.

En juillet 1910 il construit un avion-école muni d’une double commande, l’une pour l’élève, l’autre pour le moniteur, et ouvre son école de pilotage à Chartres avec une section ouverte aux civils et une autre pour les militaires,. Il eut comme pilotes : Edmond Poillot, tué accidentellement le 25 septembre 1910 ; Pierre Maron, tué accidentellement le 2 septembre 1911 ; René Level, tué accidentellement le 14 octobre 1911 au Grand concours d’Aviation Militaire de Reims ; Joseph Frantz, qui sera le premier pilote à abattre un avion ennemi le 5 octobre 1914.
La particularité des biplans Savary est l'absence de plan vertical sur l'empennage arrière afin d'éviter, selon leur constructeur, que les courants latéraux ne fassent dévier l'appareil. En l'absence de gouvernes de direction à l'arrière, les changements de direction sont assurés par une paire de volets mobiles verticaux à chaque extrémité de la cellule porteuse, entre les plans, que l'on oriente pour freiner l'une des extrémités de la cellule et provoquer ainsi le virage. Une autre caractéristique de la plupart des biplans Savary est leur propulsion par deux hélices entraînées par une chaîne unique et tournant en sens inverse.
En 1911 Savary met au point différentes versions d’avions militaires pour les armées italienne et française. Joseph Frantz termine en 8e position l’épreuve du Grand concours d’Aviation Militaire de Reims 1911, sur biplan Savary à moteur Labor-Aviation de 70 ch,. À l'issue de ce concours l'armée française commande 4 appareils au prix unitaire d'environ 30 000 francs d'alors. Le 21 novembre 1911 elle réceptionne les premiers biplans Savary qu’elle a commandés.

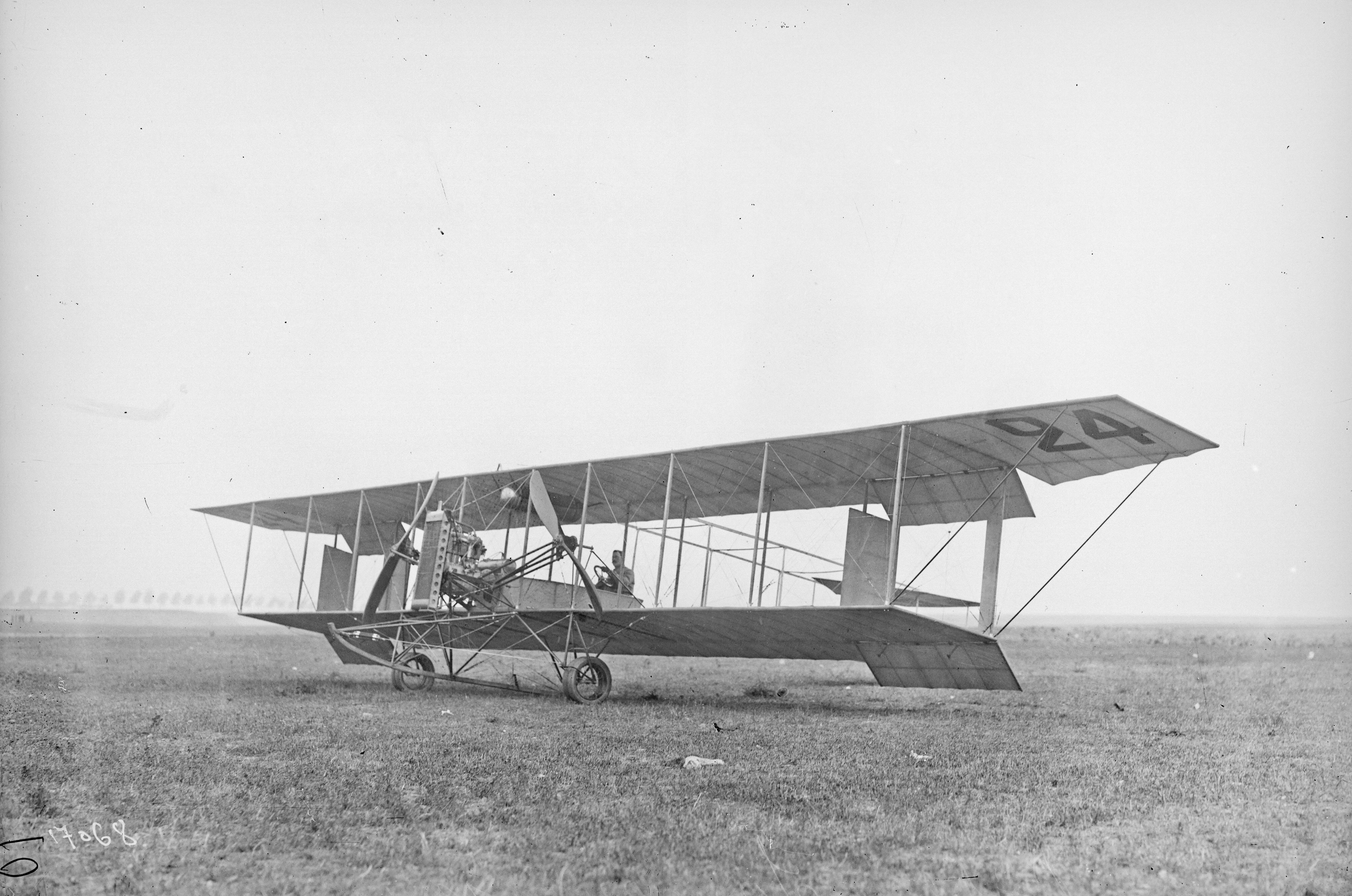
Biplan Savary militaire de Joseph Frantz, participant au concours d’appareils militaires d’aviation de Reims, octobre-novembre 1911

En janvier 1912 la maison Savary est présente à Bruxelles où se tient le 6e salon Belge de l’Automobile, du Cycle et de l’Aéronautique.
Robert Savary est nommé Chevalier de la Légion d’Honneur par décret du 31 décembre 1912, pour services exceptionnels rendus à l’aviation.
Il arrête ses activités en mai 1914. Au total il dut livrer tout au plus 2 avions à des clients civils et 10 autres à l’Armée,.
Abandonnant la production, en 1915 il devient à Levallois sous-traitant de Nieuport pour des pièces détachées, puis en 1917 pour la production d'avions neufs, en association avec Henry de la Fresnaye. Il termine sa carrière comme Ingénieur Conseil des Syndicats d’Électrification de l’Orne.
L’allée Robert Savary à Chartres lui rend hommage.